# Tragedia aérea de Margarita
La tragedia aérea de Margarita se produjo en la aproximación de un avión de Aeropostal al Aeropuerto Luisa Cáceres de Arismendi de la ciudad de Porlamar en la isla de Margarita el 15 de agosto de 1973, matando a 47 personas a bordo y dejando como único superviviente al copiloto de este vuelo, Iván Magallanes, quien fallece dos semanas después por la gravedad de sus heridas.

## Aeronave
La aeronave empleada en el vuelo siniestrado en el cerro El Piache fue un Vickers Viscount 749 de siglas YV-C-AMX, que para 1974 tenía 18 años en servicio para Aeropostal, debido a que fue fabricado en 1956.

## Colisión contra el cerro El Piache
El Vickers Viscount de Aeropostal estaba por aterrizar en el aeropuerto Luisa Cáceres de Arismendi en Porlamar, para entonces el principal aeropuerto de la Isla de Margarita por estar ubicado en el área urbana de Porlamar. Al momento de la aproximación se estrelló contra el cerro El Piache, matando a 47 personas a bordo y dejando gravemente herido al copiloto Iván Magallanes, quien falleció tras la gravedad de sus heridas en el Hospital Luis Ortega.

## Cierre del Aeropuerto Luisa Cáceres de Arismendi
Como consecuencia de este siniestro el Aeropuerto Luisa Cáceres de Arismendi fue cerrado y reemplazado por el Aeropuerto Internacional del Caribe Santiago Mariño, ubicado en El Yaque, alejado de Porlamar.

## Reseña televisiva
El 23 de febrero de 2008 este accidente fue reseñado en el micro Historia de accidentes aéreos en Venezuela, del canal Globovisión con motivo del accidente del vuelo 518 de Santa Bárbara Airlines.

## Similitud con el vuelo 530 de Avensa
El 25 de febrero de 1962 el Vuelo 530 de Avensa se estrelló contra el cerro El Piache sin dejar sobrevivientes a bordo. Al igual que el Viscount de Aeropostal se topó con malas condiciones atmosféricas al momento de su despegue.